# Teleogryllus nigripennis
Teleogryllus nigripennis är en insektsart som först beskrevs av Lucien Chopard 1948.  Teleogryllus nigripennis ingår i släktet Teleogryllus och familjen syrsor. Inga underarter finns listade i Catalogue of Life.